# عيسى الحربين
عيسى الحربين (15 مايو 1982) معلق رياضي سعودي وكاتب ومقدم برامج رياضية.

## بداية
كانت بدايته في التعليق في قناة الرياضية السعودية، من خلال الدوري الأرجنتيني وتصفيات الكرة لقارة أمريكا الجنوبية المؤهلة إلى أولمبياد آثينا.

## الجزيرة الرياضية
بعد عامين في التلفزيون السعودي توجه عيسى الحربين إلى قناة الجزيرة الرياضية في 2004 كأول إعلامي سعودي يعمل في القناة الرياضية القطرية التي فجرت موهبته وأدخلته لعالم النجومية، ثلاث مواسم قضاها معلقاً للدوري الإيطالي أثرى من خلالها الكالشيو عبر الجزيرة الرياضية.

## تلفزيون وراديو العرب
في أغسطس 2008 توجه عيسى الحربين إلى شبكة تلفزيون وراديو العرب إي آر تي معلقاً للعديد من الأحداث الرياضية الكبرى.

## أبوظبي الرياضية
انتقل لقناة أبوظبي الرياضية في موسم 2010/2011 بعدما وقع عليه الاختيار ليكون صوت الدوري الإنجليزي الممتاز لثلاثة مواسم، كان جُزءا لا يتجزأ من المتعة في التغطية التي قامت بها قناة أبو ظبي الرياضية انتقل بعدها إلى قنوات الدوري والكأس في قطر.

## تعليم
حصل في عام 2012 على درجة الماجستير في الإعلام في المملكة العربية السعودية
كرم من رئيس الاتحاد السعودي لكرة القدم أحمد عيد لحصول رسالة الحربين على امتياز الريادة العربية في التعليق الرياضي علمياً.

## أحداث هامة وصفها للمشاهد العربي
- نهائي دوري أبطال أوروبا 2008 في موسكو ـ تشلسي / مانشيستر يونايتد.
- نهائي دوري أبطال أوروبا 2009 في روما ـ مانشيستر يونايتد / نادي برشلونة
- كأس القارات في جنوب أفريقيا.
- مهرجان اعتزال ماجد عبد اللّٰه.
- مهرجان اعتزال سامي الجابر.
- يعمل الآن في شركة الرياضة السعودية.

## الجوهرة المشعة
جاء اختيار صوت عيسى الحربين بعد استفتاء عربي موسع ليكون أول معلق يفتتح ملعب الملك عبد الله بن عبد العزيز والملقب بالجوهرة المشعة في جدة من خلال المباراة النهائية لكأس ملك السعودية وبحضوره بين فريقي الأهلي والشباب التي توج الأخير بلقبها.